# 414 Liriope
A 414 Liriope (ideiglenes jelöléssel 1896 CN) egy kisbolygó a Naprendszerben. Auguste Charlois fedezte fel 1896. január 16-án.